# 儀琳
儀琳是金庸武俠小說《笑傲江湖》的重要人物。

## 生平
她自幼出家為尼，並拜入恆山派定逸師太門下。
其父為不戒和尚，所有和尚該守的清規一概不遵守。其母嫉妒心極強，在恆山一直扮成一位啞巴婆婆。
儀琳為人心地善良，因曾被令狐冲所救而動了凡心，一直暗戀令狐冲，不過並沒有還俗，終生與青燈古佛相伴，當令狐冲苦戀岳靈珊的時候，她便祈求兩人平安喜樂，後來令狐冲和任盈盈互生情愫的時候，儀琳亦誠心為兩人祝禱。
即使後來啞巴婆婆騙儀琳說，令狐冲為了她做了和尚去娶她（實情是啞巴婆婆用剃刀強行剃去令狐冲頭髮的），儀琳雖又驚又喜，但仍堅信令狐冲和任盈盈是真心相愛的。
之後岳不羣誘騙五嶽劍派高手聚殲，在思過崖外用陷阱對付令狐冲與任盈盈，與令狐冲激戰，儀琳為救二人，在危急關頭之下誤打誤撞將岳不羣刺死，也替先前在少林寺被岳不羣所殺的定閑和定逸師太報了仇。

## 影视形象

### 电视剧
- 1984 黃曼凝 香港无线电视剧《笑傲江湖 (1984年電視劇)》
- 1985  桑妮      台湾台视电视剧《笑傲江湖 (1985年電視劇)》
- 1996 何美鈿 香港无线电视剧《笑傲江湖 (1996年電視劇)》
- 2000 蔡燦得 台湾中视电视剧《笑傲江湖 (2000年臺灣電視劇)》
- 2000 曾詩梅 新加坡电视剧《笑傲江湖 (2000年新加坡電視劇)》
- 2001 陳麗峰 中國电视剧《笑傲江湖 (2001年電視劇)》
- 2013 鄧莎   中國电视剧《笑傲江湖 (2013年電視劇)》
- 2018 姜卓君 光线传媒中國电视剧《笑傲江湖 (2018年電視劇)》

### 电影
- 1978 陳維英   香港邵氏电影《笑傲江湖 (1978年電影)》